# 弗雷里納
弗雷里納是智利的城鎮，位於該國北部，由瓦斯科省負責管轄，始建於1752年10月21日，面積3,577平方公里，2002年人口5,666，人口密度每平方公里1.6人。